# Fuentes de Tizayuca
Fuentes de Tizayuca es una localidad de México ubicada en el municipio de Tizayuca, en el estado de Hidalgo. Se ubica en valle de Tizayuca y pertenece a la Zona Metropolitana del Valle de México.

## Historia
La localidad se reconoció oficialmente el 15 de agosto de 2012.

## Geografía
Se encuentra en la región geográfica de la Cuenca de México (Valle de Tizayuca). Le corresponden las coordenadas geográficas 19° 51’ 55.880” de latitud norte y 98° 58’ 18.385” de longitud oeste, con una altitud de 2289 m s. n. m.
En cuanto a fisiografía se encuentra dentro de la provincia del Eje Neovolcanico, dentro de la subprovincia de Lagos y volcanes de Anáhuac; su terreno es de valle y llanura. En lo que respecta a la hidrografía se encuentra posicionado en la región del Pánuco, dentro de la cuenca del río Moctezuma, en la subcuenca de río Tezontepec. Cuenta con un clima semiseco templado.

## Demografía
En 2020 registró una población de 6160 personas, lo que corresponde al 3.67 % de la población municipal. De los cuales 2981 son hombres y 3179 son mujeres. Tiene 1732 viviendas particulares habitadas.